# Süderstapel
Süderstapel är en ortsteil i kommunen Stapel i Kreis Schleswig-Flensburg i förbundslandet Schleswig-Holstein i Tyskland. Süderstapel var en kommun fram till den 1 mars 2018 när den uppgick i Stapel. Süderstapel hade 1 001 invånare 2017.